# Salvador az 1992. évi nyári olimpiai játékokon
Salvador a spanyolországi Barcelonában megrendezett 1992. évi nyári olimpiai játékok egyik részt vevő nemzete volt. Az országot az olimpián 3 sportágban 4 sportoló képviselte, akik érmet nem szereztek.

## Atlétika
Férfi
| Versenyző          | Versenyszám   | Selejtező | Selejtező | Döntő    | Döntő    |
| Versenyző          | Versenyszám   | Eredmény  | Helyezés  | Eredmény | Helyezés |
| ------------------ | ------------- | --------- | --------- | -------- | -------- |
| Angelo Iannuzzelli | Távolugrás    | 731 cm    | 39.       | kiesett  | kiesett  |
| Herbert Rodríguez  | Diszkoszvetés | 43,22 m   | 31.       | kiesett  | kiesett  |

## Cselgáncs
Férfi
| Versenyző   | Versenyszám | Selejtező                          | 32-es főtábla                   | Nyolcaddöntő      | Negyeddöntő       | Elődöntő          | Vigaszág első kör | Vigaszág nyolcaddöntő                            | Vigaszág negyeddöntő | Vigaszág elődöntő | Bronz- mérkőzés   | Döntő             | Helyezés |
| Versenyző   | Versenyszám | Ellenfél Eredmény                  | Ellenfél Eredmény               | Ellenfél Eredmény | Ellenfél Eredmény | Ellenfél Eredmény | Ellenfél Eredmény | Ellenfél Eredmény                                | Ellenfél Eredmény    | Ellenfél Eredmény | Ellenfél Eredmény | Ellenfél Eredmény | Helyezés |
| ----------- | ----------- | ---------------------------------- | ------------------------------- | ----------------- | ----------------- | ----------------- | ----------------- | ------------------------------------------------ | -------------------- | ----------------- | ----------------- | ----------------- | -------- |
| Juan Vargas | Könnyűsúly  | Mohamed Al-Jalai (YEM) · 1000-0000 | Koga Tosihiko (JPN) · 0000-1000 |                   |                   |                   |                   | Si Cseng-seng (Shi Chengsheng) (CHN) · 0000-1000 | kiesett              | kiesett           | kiesett           |                   | 13.      |

## Úszás
Női
| Versenyző          | Versenyszám | Előfutam | Előfutam | Előfutam | Döntő   | Döntő   | Döntő   | Helyezés |
| Versenyző          | Versenyszám | Idő      | Hely.    | Össz.    | Típus   | Idő     | Hely.   | Helyezés |
| ------------------ | ----------- | -------- | -------- | -------- | ------- | ------- | ------- | -------- |
| María José Marenco | 200 m gyors | 2:09,36  | 3.       | 32.      | kiesett | kiesett | kiesett | kiesett  |
| María José Marenco | 400 m gyors | 4:29,32  | 2.       | 26.      | kiesett | kiesett | kiesett | kiesett  |
| María José Marenco | 800 m gyors | 9:09,41  | 8.       | 20.      | kiesett | kiesett | kiesett | kiesett  |